# Palaeobatrachus
Palaeobatrachus, còn gọi là ếch cổ đại, là một chi ếch nguyên thủy từ Trung Âu tồn tại từ kỷ Phấn trắng đến kỷ Neogen (130-5 triệu năm trước). Mặc dù không có quan hệ họ hàng gần, nhưng nó trông giống với các loài cóc có vuốt ở châu Phi (Xenopus) ngày nay. 

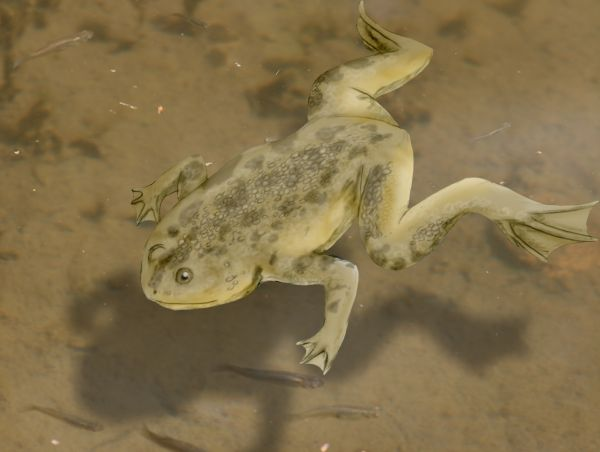
Phục chế

Các di cốt của chi này rất phong phú trong các trầm tích nước ngọt ở miền tây Bohemia, tại Geiseltal (Tây Đức) và ở Đông Đức. Đôi khi chúng được bảo quản rất tốt, với các dấu vết của các cơ quan nội tạng, cơ bắp, dây thần kinh, mạch máu và biểu bì, và với một chút màu sắc. Nòng nọc và trứng cũng được tìm thấy.